# Gąbki wapienne
Gąbki wapienne (Calcarea) – gromada gąbek (Porifera), bezkręgowe zwierzęta o prymitywnej budowie, charakteryzujące się obecnością pinakodermy i wapiennego szkieletu.
Występują wyłącznie na twardym podłożu w wodach o dużym zasoleniu, na małych głębokościach, często w miejscach ocienionych, w szczelinach i jaskiniach. Żyją samotnie lub tworzą kolonie. Samotne osobniki są niewielkie (od 3 do 10 cm wysokości), w koloniach zachowują dużą odrębność morfologiczną i fizjologiczną. Larwy w typie celoblastuli i amfiblastuli rozwijają się w organizmie macierzystym. 
Szkielet tych gąbek jest zbudowany z węglanu wapnia CaCO3. Mogą być typu askon, sykon lub leukon. Przedstawiciele z rodzaju Sycon żyją w przybrzeżnych wodach mórz tropikalnych.

## Systematyka
- Gromada: Calcarea – gąbki wapienne
  - Podgromada: Calcinea
    - Rząd: Clathrinida
    - Rząd: Murrayonida

  - Podgromada: Calcaronea
    - Rząd: Baeriida
    - Rząd: Leucosoleniida
    - Rząd: Lithonida